# Jacob Kolditz
Jacob Kolditz (cca 1718 – 26. října 1796, Rumburk, Habsburská monarchie) byl český houslař.

## Život a dílo
Jacob Kolditz patrně pocházel ze starého českého šlechtického rodu. Žil a zemřel v Rumburku v domě č. 22, v tehdejší Königstrasse. Kolditz měl pověst vynikajícího houslaře. Obzvlášť kvalitní jsou jeho violy, jeho housle pak připomínají pražskou houslařskou školu, od které se však odlišují v charakteristických detailech. Jedna Kolditzova pětistrunná viola je uložena v Grassiho muzeu hudebních nástrojů v Lipsku ve sbírce Paula de Wita. Kolditz houslařskému umění vyučil Josefa Antona Laskeho (1738–1805), který s výrobou hudebních nástrojů pokračoval v Praze. Housle a violy Jacoba Kolditze se dodnes objevují v aukcích, např. nizozemská interpretka Bachovy hudby Anneke van Haaften hraje na nástroj s autorskou značkou Jacobus Kolditz, Rumburgiæ 1762.